# Domus Transitoria
La Domus Transitoria era uno dei palazzi imperiali sul colle Palatino a Roma.

## Storia
Era la più antica delle abitazioni imperiali di Nerone, distrutta dal grande incendio di Roma del 64 e sostituita in seguito dalla più sfarzosa Domus Aurea.
L'edificio si trovava nella parte centrale del colle e ne sono state trovare varie tracce sotto la Domus Flavia dell'epoca di Domiziano. Tra queste c'è un ricco pavimento marmoreo pertinente forse a un portico, rinvenuto sotto la sala della fontana ovale accanto alla Coenatio Iovis, e un ricchissimo ninfeo con colonnine di marmo e capitelli bronzei, rinvenuto nel 1721 sotto la Coenatio e subito distrutto. Oggi un angolo del ninfeo è stato ricostruito. Faceva inoltre parte del complesso il criptoportico di Nerone, che collegava l'abitazione con la vicina Domus Tiberiana.
Dalla Domus Transitoria, in particolare da un ambiente tagliato poi dai muri della Domus Aurea, provengono i soffitti dipinti con scene mitologiche staccati e conservati nell'Antiquarium del Palatino, i più antichi esempi di pittura di quarto stile, forse del pittore Fabullo, di cui ci parla Plinio il Vecchio.
Dopo la conclusione dei lavori di restauro, nell'aprile 2019 la Domus Transitoria è stata nuovamente aperta al pubblico e resa visitabile.

## Galleria d'immagini

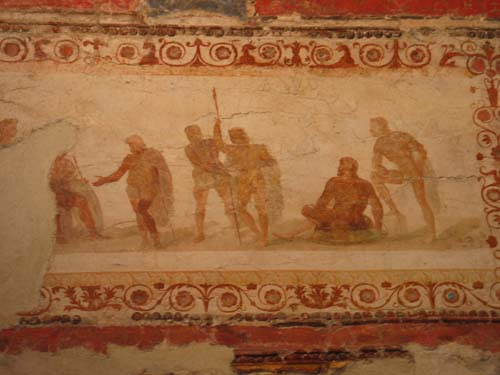
Affreschi di quarto stile
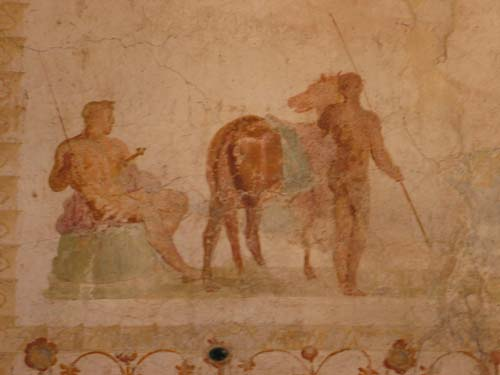
Affreschi di quarto stile